# Seznam katastrálních území v okrese České Budějovice
Seznam katastrálních území okresu České Budějovice
V této tabulce je uveden kompletní výčet katastrálních území Okresu České Budějovice, včetně rozlohy a sídel, které na nich leží.
| Název KÚ                        | Sídla                                                    | Obec                           | km2   |
| ------------------------------- | -------------------------------------------------------- | ------------------------------ | ----- |
| A                               | A                                                        | A                              |       |
| Adamov u Českých Budějovic      | Adamov                                                   | Adamov                         | 1,03  |
| Bavorovice                      | Bavorovice                                               | Hluboká nad Vltavou            | 5,25  |
| Bečice                          | Bečice                                                   | Bečice                         | 4,49  |
| Bedřichov u Horní Stropnice     | Bedřichov                                                | Horní Stropnice                | 2,1   |
| Bohunice nad Vltavou            | Bohunice, Všemyslice                                     | Všemyslice                     | 7     |
| Borek u Českých Budějovic       | Borek                                                    | Borek                          | 1,94  |
| Borovany                        | Borovany                                                 | Borovany                       | 10,57 |
| Borovnice u Českých Budějovic   | Borovnice                                                | Borovnice                      | 2,74  |
| Boršov nad Vltavou              | Boršov nad Vltavou, Poříčí                               | Boršov nad Vltavou             | 5,73  |
| Bošilec                         | Bošilec                                                  | Bošilec                        | 9,58  |
| Božejov u Nových Hradů          | Božejov                                                  | Žár                            | 3,52  |
| Branišov u Dubného              | Branišov                                                 | Branišov                       | 5,18  |
| Branišovice u Římova            | Branišovice, Kladiny                                     | Římov                          | 4,43  |
| Břehov                          | Břehov                                                   | Břehov                         | 10,11 |
| Březí u Trhových Svinů          | Březí, Nežetice                                          | Trhové Sviny                   | 5,54  |
| Březí u Týna nad Vltavou        | Březí u Týna nad Vltavou, Podhájí                        | Temelín                        | 6,96  |
| Buková u Nových Hradů           | Buková                                                   | Olešnice                       | 8,33  |
| Bukvice u Trhových Svinů        | Bukvice                                                  | Trhové Sviny                   | 2,77  |
| Byňov                           | Byňov                                                    | Nové Hrady                     | 20,21 |
| Bzí u Dolního Bukovska          | Bzí                                                      | Dolní Bukovsko                 | 6,49  |
| Čakov u Českých Budějovic       | Čakov, Holubovská Bašta                                  | Čakov                          | 5,92  |
| Čakovec                         | Čakovec                                                  | Čakov                          | 3,1   |
| Čejkovice u Hluboké nad Vltavou | Čejkovice                                                | Čejkovice                      | 9,56  |
| Čenkov u Bechyně                | Čenkov u Bechyně                                         | Čenkov u Bechyně               | 1,26  |
| Červený Újezdec                 | Červený Újezdec                                          | Lišov                          | 8,39  |
| České Budějovice 1              | České Budějovice 1                                       | České Budějovice               | 0,35  |
| České Budějovice 2              | České Budějovice 2                                       | České Budějovice               | 9,3   |
| České Budějovice 3              | České Budějovice 3                                       | České Budějovice               | 7,35  |
| České Budějovice 4              | České Budějovice 4, České Budějovice 5                   | České Budějovice               | 6,25  |
| České Budějovice 5              | České Budějovice 5                                       | České Budějovice               | 3,23  |
| České Budějovice 6              | České Budějovice 6                                       | České Budějovice               | 4,6   |
| České Budějovice 7              | České Budějovice 7                                       | České Budějovice               | 4,55  |
| České Vrbné                     | České Budějovice 2                                       | České Budějovice               | 5,52  |
| Češnovice                       | Češnovice, Zálužice                                      | Pištín                         | 6,61  |
| Čížkrajice                      | Boršíkov, Čížkrajice, Chvalkov                           | Čížkrajice                     | 5,49  |
| Dasný                           | Dasný                                                    | Dasný                          | 3,4   |
| Dehtáře u Českých Budějovic     | Dehtáře                                                  | Žabovřesky                     | 4,9   |
| Dívčice                         | Česká Lhota, Dívčice, Dubenec, Novosedly, Zbudov         | Dívčice                        | 19,52 |
| Dlouhá Stropnice                | Dlouhá Stropnice                                         | Horní Stropnice                | 9,99  |
| Dobrá Voda u Českých Budějovic  | Dobrá Voda u Českých Budějovic                           | Dobrá Voda u Českých Budějovic | 1,54  |
| Dobrá Voda u Horní Stropnice    | Dobrá Voda                                               | Horní Stropnice                | 1,31  |
| Dobrkovská Lhotka               | Dobrkovská Lhotka                                        | Slavče                         | 3,25  |
| Dobřejovice u Hosína            | Dobřejovice                                              | Hosín                          | 20,45 |
| Dobšice u Týna nad Vltavou      | Dobšice                                                  | Dobšice                        | 4,34  |
| Dolní Bukovsko                  | Dolní Bukovsko, Sedlíkovice                              | Dolní Bukovsko                 | 10,73 |
| Dolní Miletín                   | Dolní Miletín                                            | Lišov                          | 1,85  |
| Dolní Slověnice                 | Dolní Slověnice                                          | Lišov                          | 9,18  |
| Dolní Stropnice                 | Dolní Stropnice                                          | Římov                          | 4,3   |
| Doubrava nad Vltavou            | Doubrava                                                 | Chrášťany                      | 5,31  |
| Doubravice u Nedabyle           | Doubravice                                               | Doubravice                     | 1,82  |
| Doubravka u Týna nad Vltavou    | Doubravka                                                | Chrášťany                      | 3,44  |
| Doudleby                        | Doudleby, Straňany                                       | Doudleby                       | 5,86  |
| Drahotěšice                     | Drahotěšice                                              | Drahotěšice                    | 7,15  |
| Dražíč                          | Březí, Dražíč, Karlov-Nepomuk, Vranov                    | Dražíč                         | 11,35 |
| Dříteň                          | Dříteň, Libív, Velice                                    | Dříteň                         | 13,01 |
| Dubičné                         | Dubičné                                                  | Dubičné                        | 3,26  |
| Dubné                           | Dubné                                                    | Dubné                          | 5,58  |
| Dvorec u Třebče                 | Dvorec                                                   | Borovany                       | 3,61  |
| Dynín                           | Dynín                                                    | Dynín                          | 7,91  |
| Habří u Lipí                    | Habří                                                    | Habří                          | 5,22  |
| Haklovy Dvory                   | České Budějovice 2                                       | České Budějovice               | 6,03  |
| Hartmanice u Žimutic            | Hartmanice                                               | Hartmanice                     | 8,97  |
| Heřmaň u Českých Budějovic      | Heřmaň                                                   | Heřmaň                         | 2,18  |
| Hlavatce u Českých Budějovic    | Hlavatce                                                 | Hlavatce                       | 5,05  |
| Hlincová Hora                   | Hlincová Hora                                            | Hlincová Hora                  | 3,37  |
| Hlinsko u Vráta                 | Hlinsko                                                  | Rudolfov                       | 1,28  |
| Hluboká nad Vltavou             | Hluboká nad Vltavou                                      | Hluboká nad Vltavou            | 34,1  |
| Hluboká u Borovan               | Hluboká u Borovan                                        | Borovany                       | 7,73  |
| Hněvkovice u Týna nad Vltavou   | Hněvkovice na levém břehu Vltavy, Týn nad Vltavou        | Týn nad Vltavou                | 4,48  |
| Hojná Voda                      | Hojná Voda                                               | Horní Stropnice                | 3,53  |
| Holašovice                      | Holašovice                                               | Jankov                         | 4,29  |
| Homole                          | Černý Dub, Homole, Nové Homole                           | Homole                         | 10,95 |
| Horní Bukovsko                  | Horní Bukovsko                                           | Dolní Bukovsko                 | 4,26  |
| Horní Miletín                   | Horní Miletín                                            | Lišov                          | 2,21  |
| Horní Slověnice                 | Horní Slověnice                                          | Lišov                          | 4,8   |
| Horní Stropnice                 | Horní Stropnice, Světví, Vyhlídky                        | Horní Stropnice                | 6,88  |
| Hosín                           | Hosín                                                    | Hosín                          | 10,52 |
| Hosty                           | Hosty                                                    | Hosty                          | 8,57  |
| Hradce u Homol                  | Hradce                                                   | Hradce                         | 1,2   |
| Hranice u Nových Hradů          | Hranice, Trpnouze                                        | Hranice                        | 6,91  |
| Hrdějovice                      | Hrdějovice, Opatovice                                    | Hrdějovice                     | 8,82  |
| Hroznějovice                    | Hroznějovice                                             | Hluboká nad Vltavou            | 5,52  |
| Hůrky u Lišova                  | Hrutov, Hůrky                                            | Lišov                          | 9,69  |
| Hůry                            | Hůry                                                     | Hůry                           | 5,34  |
| Hvozdec u Lišova                | Hvozdec                                                  | Hvozdec                        | 2,38  |
| Chlum nad Malší                 | Chlum                                                    | Svatý Jan nad Malší            | 4,59  |
| Chotýčany                       | Chotýčany                                                | Chotýčany                      | 5,19  |
| Chrášťany u Týna nad Vltavou    | Chrášťany                                                | Chrášťany                      | 5,2   |
| Chvalešovice                    | Chvalešovice, Malešice                                   | Dříteň                         | 14,26 |
| Jankov u Českých Budějovic      | Jankov                                                   | Jankov                         | 7,79  |
| Jaronice                        | Jaronice                                                 | Dubné                          | 3,19  |
| Jaroslavice u Kostelce          | Jaroslavice                                              | Hluboká nad Vltavou            | 3,71  |
| Jedovary                        | Jedovary, Veselka                                        | Trhové Sviny                   | 1,92  |
| Jelmo                           | Jelmo                                                    | Libníč                         | 2,76  |
| Jeznice                         | Buzkov, Jeznice                                          | Hluboká nad Vltavou            | 6,07  |
| Jílovice u Trhových Svinů       | Jílovice                                                 | Jílovice                       | 13,25 |
| Jivno                           | Jivno                                                    | Jivno                          | 6,29  |
| Kaliště u Českých Budějovic     | České Budějovice 5                                       | České Budějovice               | 3,13  |
| Kaliště u Lipí                  | Kaliště u Lipí                                           | Lipí                           | 2,72  |
| Kamenná u Trhových Svinů        | Kamenná, Klažary                                         | Kamenná                        | 6,37  |
| Kamenný Újezd                   | Březí, Bukovec, Kamenný Újezd, Rančice                   | Kamenný Újezd                  | 18,16 |
| Keblany                         | Keblany                                                  | Slavče                         | 2,64  |
| Knín                            | Knín                                                     | Temelín                        | 6,1   |
| Kočín                           | Kočín                                                    | Temelín                        | 3,42  |
| Kojákovice                      | Kojákovice                                               | Jílovice                       | 11,67 |
| Kolný                           | Kolný                                                    | Lišov                          | 9,68  |
| Koloděje nad Lužnicí            | Koloděje nad Lužnicí, Vesce                              | Týn nad Vltavou                | 5,27  |
| Koloměřice                      | Koloměřice                                               | Chrášťany                      | 5,3   |
| Komařice                        | Komařice                                                 | Komařice                       | 4     |
| Kondrač                         | Kondrač                                                  | Kamenná                        | 6,23  |
| Konratice                       | Konratice                                                | Horní Stropnice                | 2,92  |
| Kosov u Opalic                  | Kosov                                                    | Kamenný Újezd                  | 2,04  |
| Kostelec                        | Kostelec                                                 | Hluboká nad Vltavou            | 4,51  |
| Krakovčice                      | Krakovčice                                               | Žimutice                       | 1,6   |
| Kramolín u Kojákovic            | Kramolín                                                 | Jílovice                       | 3,6   |
| Krasejovka                      | Bukovec, Krasejovka, Milíkovice                          | Kamenný Újezd                  | 4,82  |
| Křenovice u Dubného             | Křenovice                                                | Dubné                          | 4,59  |
| Křtěnov                         | Křtěnov                                                  | Temelín                        | 2,29  |
| Kvítkovice u Lipí               | Kvítkovice                                               | Kvítkovice                     | 3,94  |
| Ledenice                        | Ledenice, Růžov                                          | Ledenice                       | 15,33 |
| Lékařova Lhota                  | Lékařova Lhota                                           | Sedlec                         | 2,55  |
| Levín u Lišova                  | Levín                                                    | Lišov                          | 3,31  |
| Lhota pod Horami                | Lhota pod Horami                                         | Temelín                        | 3,82  |
| Lhota u Dynína                  | Lhota                                                    | Dynín                          | 5,22  |
| Lhota u Vlachnovic              | Lhota                                                    | Mladošovice                    | 4,34  |
| Lhotice u Českých Budějovic     | Lhotice                                                  | Lišov                          | 5,12  |
| Lhotka u Třebče                 | Lhotka                                                   | Olešnice                       | 3,38  |
| Libín                           | Libín                                                    | Libín                          | 7,99  |
| Libníč                          | Libníč                                                   | Libníč                         | 4,09  |
| Lipanovice                      | Dobčice, Lipanovice                                      | Záboří                         | 10,45 |
| Lipí                            | Lipí                                                     | Lipí                           | 5,09  |
| Lipnice u Kojákovic             | Lipnice                                                  | Jílovice                       | 5,08  |
| Líšnice u Kostelce              | Líšnice                                                  | Hluboká nad Vltavou            | 12,57 |
| Lišov                           | Lišov                                                    | Lišov                          | 15,95 |
| Litoradlice                     | Litoradlice                                              | Temelín                        | 10,78 |
| Litvínovice                     | Litvínovice, Mokré, Šindlovy Dvory                       | Litvínovice                    | 5,87  |
| Ločenice                        | Ločenice                                                 | Ločenice                       | 9,58  |
| Lomec                           | Lomec                                                    | Strážkovice                    | 2,33  |
| Malé Chrášťany                  | Malé Chrášťany                                           | Sedlec                         | 2,31  |
| Mazelov                         | Mazelov                                                  | Mazelov                        | 8,63  |
| Mezilesí u Trhových Svinů       | Mezilesí                                                 | Čížkrajice                     | 3,51  |
| Meziluží                        | Chlupatá Ves, Meziluží, Vesce                            | Horní Stropnice                | 7,22  |
| Mladošovice                     | Mladošovice                                              | Mladošovice                    | 6,89  |
| Modrá Hůrka                     | Modrá Hůrka, Pořežánky                                   | Modrá Hůrka                    | 3,96  |
| Mohuřice                        | Lniště, Mohuřice                                         | Slavče                         | 5,12  |
| Mokrý Lom                       | Lahuť, Mokrý Lom, Polžov                                 | Mokrý Lom                      | 3,55  |
| Munice                          | Munice                                                   | Hluboká nad Vltavou            | 5,7   |
| Mydlovary u Dívčic              | Mydlovary                                                | Mydlovary                      | 4,13  |
| Mýtiny                          | Nové Hrady                                               | Nové Hrady                     | 3,39  |
| Nakolice                        | Nakolice                                                 | Nové Hrady                     | 6,14  |
| Nákří                           | Nákří                                                    | Nákří                          | 6,69  |
| Nedabyle                        | Nedabyle                                                 | Nedabyle                       | 2,38  |
| Něchov                          | Něchov                                                   | Trhové Sviny                   | 3,35  |
| Neplachov                       | Neplachov                                                | Neplachov                      | 10,88 |
| Nesměň u Ločenic                | Nesměň                                                   | Ločenice                       | 6,3   |
| Netěchovice                     | Netěchovice                                              | Týn nad Vltavou                | 3,42  |
| Nová Ves u Českých Budějovic    | Hůrka, Nová Ves                                          | Nová Ves                       | 5,86  |
| Nové Hrady                      | Nové Hrady                                               | Nové Hrady                     | 5,31  |
| Nuzice                          | Nuzice                                                   | Týn nad Vltavou                | 6,97  |
| Obora u Vyšného                 | Obora                                                    | Nové Hrady                     | 3,46  |
| Ohrazení                        | Ohrazení                                                 | Ledenice                       | 2,42  |
| Olešnice u Trhových Svinů       | Olešnice                                                 | Olešnice                       | 11,83 |
| Olešník                         | Chlumec, Nová Ves, Olešník                               | Olešník                        | 23,49 |
| Opalice                         | Opalice, Radostice                                       | Kamenný Újezd                  | 3,01  |
| Ostrolovský Újezd               | Ostrolovský Újezd                                        | Ostrolovský Újezd              | 3,83  |
| Otěvěk                          | Čeřejov, Otěvěk                                          | Trhové Sviny                   | 8,55  |
| Otmanka                         | Krasejovka                                               | Kamenný Újezd                  | 0,93  |
| Paseky u Horní Stropnice        | Paseky                                                   | Horní Stropnice                | 2,02  |
| Pašice                          | Pašice                                                   | Pištín                         | 2,7   |
| Pašinovice                      | Pašinovice                                               | Komařice                       | 2,13  |
| Pašovice                        | Pašovice                                                 | Chrášťany                      | 3,69  |
| Pěčín u Trhových Svinů          | Hrádek, Pěčín                                            | Trhové Sviny                   | 6,22  |
| Pelejovice                      | Pelejovice                                               | Dolní Bukovsko                 | 4,56  |
| Petrovice u Borovan             | Petrovice                                                | Mladošovice                    | 6,28  |
| Pištín                          | Pištín                                                   | Pištín                         | 4,73  |
| Planá u Českých Budějovic       | Planá                                                    | Planá                          | 4,19  |
| Plástovice                      | Plástovice                                               | Sedlec                         | 9,05  |
| Plav                            | Plav                                                     | Plav                           | 5,1   |
| Poněšice                        | Poněšice                                                 | Hluboká nad Vltavou            | 6,31  |
| Popovice u Dolního Bukovska     | Hvozdno, Popovice                                        | Dolní Bukovsko                 | 3,64  |
| Pořežany                        | Pořežany                                                 | Žimutice                       | 5,47  |
| Předčice                        | Předčice                                                 | Týn nad Vltavou                | 3,17  |
| Purkarec                        | Purkarec                                                 | Hluboká nad Vltavou            | 7,39  |
| Radonice u Drahotěšic           | Radonice                                                 | Dolní Bukovsko                 | 3,34  |
| Radostice u Trocnova            | Borovany, Radostice                                      | Borovany                       | 5,86  |
| Radošovice u Českých Budějovic  | Radošovice, Strýčice                                     | Radošovice, Strýčice           | 6,69  |
| Rankov u Trhových Svinů         | Rankov                                                   | Trhové Sviny                   | 4,98  |
| Roudné                          | Roudné                                                   | Roudné                         | 3,82  |
| Rudolfov u Českých Budějovic    | Rudolfov                                                 | Rudolfov                       | 1,92  |
| Rychnov u Nových Hradů          | Rychnov u Nových Hradů                                   | Horní Stropnice                | 10,21 |
| Římov                           | Dolní Vesce, Horní Vesce, Římov                          | Římov                          | 6,55  |
| Sedlce                          | Sedlce, Svatý Jan nad Malší                              | Svatý Jan nad Malší            | 6,44  |
| Sedlec u Českých Budějovic      | Sedlec                                                   | Sedlec                         | 1,85  |
| Sedlec u Temelína               | Sedlec                                                   | Temelín                        | 2,8   |
| Sedlíkovice u Dolního Bukovska  | Sedlíkovice                                              | Dolní Bukovsko                 | 2,37  |
| Sedlo u Komařic                 | Sedlo, Stradov                                           | Komařice                       | 4,16  |
| Slavče                          | Slavče                                                   | Vrábče                         | 6,27  |
| Slavče u Trhových Svinů         | Slavče, Záluží                                           | Slavče                         | 5,27  |
| Slavětice u Všemyslic           | Slavětice                                                | Všemyslice                     | 2,44  |
| Slavošovice u Lišova            | Slavošovice                                              | Libín                          | 7,19  |
| Smilovice u Týna nad Vltavou    | Smilovice                                                | Žimutice                       | 4,21  |
| Sobětice u Žimutic              | Sobětice                                                 | Žimutice                       | 2,49  |
| Spolí u Ledenic                 | Spolí                                                    | Libín                          | 6,01  |
| Srubec                          | Srubec, Stará Pohůrka                                    | Srubec                         | 6     |
| Staré Hodějovice                | Staré Hodějovice                                         | Staré Hodějovice               | 5,19  |
| Staré Hutě u Horní Stropnice    | Staré Hutě                                               | Horní Stropnice                | 18,17 |
| Strážkovice                     | Řevňovice, Strážkovice                                   | Strážkovice                    | 7,74  |
| Střížov nad Malší               | Střížov                                                  | Střížov                        | 4,66  |
| Svatý Jan nad Malší             | Svatý Jan nad Malší                                      | Svatý Jan nad Malší            | 1,92  |
| Svébohy                         | Hlinov, Humenice, Krčín, Olbramov, Střeziměřice, Svébohy | Horní Stropnice                | 10,89 |
| Šalmanovice                     | Jiterní Ves, Nepomuk, Šalmanovice                        | Jílovice                       | 8,26  |
| Šejby                           | Šejby                                                    | Horní Stropnice                | 4,7   |
| Ševětín                         | Ševětín                                                  | Ševětín                        | 8,11  |
| Štěpánovice u Českých Budějovic | Štěpánovice                                              | Štěpánovice                    | 14,61 |
| Štipoklasy                      | Dolní Kněžeklady, Horní Kněžeklady, Štipoklasy           | Horní Kněžeklady               | 7,85  |
| Štiptoň                         | Štiptoň                                                  | Nové Hrady                     | 5,83  |
| Temelín                         | Temelín                                                  | Temelín                        | 6,93  |
| Temelínec                       | Temelínec                                                | Temelín                        | 3,75  |
| Těšínov                         | Petříkov, Těšínov                                        | Petříkov                       | 19,36 |
| Todně                           | Todně                                                    | Trhové Sviny                   | 4,59  |
| Trhové Sviny                    | Trhové Sviny, Třebíčko                                   | Trhové Sviny                   | 14,86 |
| Trocnov                         | Trocnov                                                  | Borovany                       | 2,91  |
| Třebeč                          | Třebeč                                                   | Borovany                       | 5,96  |
| Třebín                          | Třebín                                                   | Dubné                          | 3,43  |
| Třebotovice                     | České Budějovice 5                                       | České Budějovice               | 5,25  |
| Třitim                          | Třitim                                                   | Žimutice                       | 6,43  |
| Tuchonice                       | Tuchonice                                                | Žimutice                       | 3,68  |
| Tupesy                          | Tupesy                                                   | Radošovice                     | 3,04  |
| Týn nad Vltavou                 | Malá Strana, Týn nad Vltavou                             | Týn nad Vltavou                | 19,72 |
| Údolí u Nových Hradů            | Údolí                                                    | Nové Hrady                     | 14,25 |
| Úsilné                          | Úsilné                                                   | Úsilné                         | 3,07  |
| Včelná                          | Včelná                                                   | Včelná                         | 3,71  |
| Velechvín                       | Velechvín                                                | Lišov                          | 19,56 |
| Veveří u Nových Hradů           | Veveří                                                   | Nové Hrady                     | 6,75  |
| Vidov                           | Vidov                                                    | Vidov                          | 1,24  |
| Vitín                           | Vitín                                                    | Vitín                          | 7,62  |
| Vlachnovice                     | Vlachnovice                                              | Jílovice                       | 2,47  |
| Vlhlavy                         | Vlhlavy                                                  | Sedlec                         | 4,48  |
| Vlkov u Drahotěšic              | Vlkov                                                    | Vlkov                          | 5,76  |
| Vlkovice                        | Vlkovice                                                 | Lišov                          | 3,82  |
| Vrábče                          | Koroseky, Kroclov, Vrábče                                | Vrábče                         | 9,45  |
| Vráto                           | Vráto                                                    | Vráto                          | 1,53  |
| Vrcov                           | Vrcov                                                    | Borovany                       | 5,68  |
| Všemyslice                      | Neznašov, Všemyslice                                     | Všemyslice                     | 6,78  |
| Všeteč                          | Všeteč                                                   | Všemyslice                     | 11,9  |
| Vyšné                           | Vyšné                                                    | Nové Hrady                     | 14,32 |
| Záblatí                         | Radomilice, Strachovice, Záblatí, Záblatíčko             | Dříteň                         | 18,86 |
| Záboří u Českých Budějovic      | Záboří                                                   | Záboří                         | 6,13  |
| Zahájí u Hluboké nad Vltavou    | Zahájí                                                   | Zahájí                         | 4,51  |
| Zahorčice u Vrábče              | Jamné, Zahorčice                                         | Boršov nad Vltavou             | 4,22  |
| Zaliny                          | Zaliny                                                   | Ledenice                       | 4,37  |
| Závraty                         | Závraty                                                  | Závraty                        | 2,08  |
| Zborov                          | Ohrazeníčko, Zborov                                      | Ledenice                       | 12,43 |
| Zliv u Českých Budějovic        | Zliv                                                     | Zliv                           | 14,21 |
| Zvěrkovice u Týna nad Vltavou   | Zvěrkovice                                               | Temelín                        | 3,56  |
| Zvíkov u Lišova                 | Zvíkov                                                   | Zvíkov                         | 9,64  |
| Žabovřesky u Českých Budějovic  | Žabovřesky                                               | Žabovřesky                     | 6,94  |
| Žár u Nových Hradů              | Žár                                                      | Žár                            | 7,48  |
| Žimutice                        | Hrušov, Žimutice                                         | Žimutice                       | 7,85  |
| Žumberk u Nových Hradů          | Žumberk                                                  | Žár                            | 4,08  |

Celková výměra 1638,2 km2